# Trabia
Trabìa (Ṭṛabbìa in siciliano) è un comune italiano di 10 714 abitanti della città metropolitana di Palermo in Sicilia.

## Geografia fisica

### Territorio
Trabia si trova adagiata su una collina a 50 metri s.l.m. sul litorale tirrenico. Trabia si pone in posizione strategica verso le principali mete d'interesse storico-culturale della zona palermitana. Ricca di residence, alberghi, bed&breakfast, offre possibilità vantaggiose di soggiorno per i turisti, date anche dalla facilità di raggiungimento con i mezzi pubblici dei vicini centri d'interesse storici.

### Clima
| Trabia              | Mesi | Mesi | Mesi | Mesi | Mesi | Mesi | Mesi | Mesi | Mesi | Mesi | Mesi | Mesi | Stagioni | Stagioni | Stagioni | Stagioni | Anno |
| Trabia              | Gen  | Feb  | Mar  | Apr  | Mag  | Giu  | Lug  | Ago  | Set  | Ott  | Nov  | Dic  | Inv      | Pri      | Est      | Aut      | Anno |
| ------------------- | ---- | ---- | ---- | ---- | ---- | ---- | ---- | ---- | ---- | ---- | ---- | ---- | -------- | -------- | -------- | -------- | ---- |
| T. max. media (°C)  | 14,7 | 15,0 | 16,4 | 18,8 | 22,9 | 26,5 | 29,4 | 29,8 | 27,2 | 23,2 | 19,4 | 16,1 | 15,3     | 19,4     | 28,6     | 23,3     | 21,6 |
| T. min. media (°C)  | 9,1  | 9,0  | 10,0 | 11,8 | 15,1 | 19,0 | 21,7 | 22,4 | 20,4 | 16,8 | 13,4 | 10,6 | 9,6      | 12,3     | 21,0     | 16,9     | 14,9 |
| Precipitazioni (mm) | 76   | 63   | 50   | 43   | 20   | 7    | 4    | 13   | 37   | 81   | 77   | 81   | 220      | 113      | 24       | 195      | 552  |

## Storia
In siciliano il suo nome è A Trabbìa, specificamente con l'articolo determinativo, così come accade per altri toponimi siciliani, poi espunto dalla dizione ufficiale in lingua italiana. Questo è attestato nella forma araba Al Tarbiah (ossia La Quadrata per la conformazione urbanistica). Da una missiva dell'emiro Aadelkun El Chbir (827) si evince che quando gli Arabi arrivarono a Trabia esisteva già un casale, che era stato occupato e fortificato e divenne un punto strategico importante per la conquista di Termini Imerese nonché centro agricolo.
Alcuni documenti medievali risalenti all'anno 1154 (esattamente cento anni prima della nascita di Marco Polo) e compilati dal geografo arabo Al Idrisi scritti per re Ruggero II di Sicilia attestano che nel piccolo borgo si produceva pasta filiforme detta Itriya, i primi spaghetti.

### Simboli
Lo stemma e il gonfalone sono stati concessi con DPR n. 1060 del 5 febbraio 1987.
Lo stemma si può blasonare: d'azzurro, al leone d'oro, coronato all'antica dello stesso, armato e lampassato di rosso; alla bordura composta d'argento e di rosso di ventisei pezzi. Ornamenti esteriori da Comune.
È ispirato al blasone della famiglia Lanza, principi di Trabia (d'oro, al leone coronato di nero, armato e lampassato di rosso, con la bordura composta d'argento e di rosso).
Il gonfalone è un drappo partito di bianco e di rosso.
Al comune è stato dedicato un asteroide, 788153 Trabia.

## Monumenti e luoghi d'interesse
Trabia è meta balneare data la presenza di numerose spiagge quali la Vetrana, di sabbia finissima e dal fondale basso, lo Scoglio e la Pietra Piatta, (comune di Termini Imerese) spiagge ciottolose di cui l'ultima caratterizzata da una grande pietra posta nell'immediato fondale a pochi metri dalla battigia che rasenta la superficie del mare, dalla quale prende il nome appunto e dalla quale è possibile tuffarsi rendendosi trampolino naturale in questa pittoresca cornice marina.
All'ingresso del paese sono visibili i resti delle antiche mura di cinta da poco tempo restaurate insieme all'arco, vera e propria porta dell'abitato.
Percorrendo il corso incontreremo:
- Piazza Lanza, chiamata in dialetto favàra o favarèlla per la presenza di antichi lavatoi e vasche colmate d'acqua limpida che da secoli sgorga dalle bocche di leoni. La piazza è luogo di ritrovo dei giovani di Trabia nonché fulcro della movida estiva per i numerosi spettacoli e concerti che vi si tengono.
- U Bastiuni, ovvero un grande bastione presente nei pressi della chiesa madre sotto il quale Tazio Nuvolari sfrecciò durante le prime edizioni della Targa Florio.
- Scoglio di Santa Rosalia, posto appena sotto il paese in contrada Molara, è un particolarissimo monumento alla Santuzza, edificato ad inizio del secolo scorso da un privato, dove si erge una cappella votiva completamente fatta di ciottoli marini e stalattiti delle grotte costiere della cittadina da dove si può ammirare il tramonto in compagnia anche del famigerato Piscaturi, cioè la statua di un pescatore posta sulla scogliera che da anni guarda il mare.

Interessantissima è anche la zona collinare composta da numerose contrade che sovrasta il paese che dà possibilità di fare escursioni di ogni tipo per gli appassionati e per chi vuole più semplicemente trascorrere una giornata immerso nella natura. Si può giungere seguendo un percorso nella Riserva naturale pizzo Trigna e grotte Mazzamuto ad un'antica casa di caccia appartenente al Marchese Artale detta 'a Casina dalla quale poter godere della vista di un vasto paesaggio costiero, lacustre e collinare da un unico punto di vista.
Nella cittadina esistono ben due castelli a mare uno di questi è il castello dei Lanza posto sotto l'abitato centrale adagiato sulla costa e l'altro ubicato sugli scogli di San Nicola l'Arena borgata marinara dal classico stile costiero palermitano e frazione di Trabia che è stata usata tra l'altro come location per le scene del film Nuovo Cinema Paradiso di Giuseppe Tornatore. A Trabia è possibile ammirare il murale più lungo del mondo in contrada Sant'Onofrio.

### Architetture religiose
- Chiesa di Sant'Oliva, un antico cimitero locale che si trova in prossimità dell'arco e delle mura cittadine.
- Chiesa del Santissimo Sacramento, da dove ogni anno ha inizio la processione del Corpus Domini che percorre le vie del paese verso le folkloristiche Marunnuzzi, ovvero piccole cappelle erette per l'occasione dagli abitanti dei vari quartieri trabiesi. L'evento si protrae per otto giorni.
- Chiesa di Santa Petronilla, è la più grande fra le altre chiese della comunità. Al suo interno è possibile ammirare un antico organo a canne ancora funzionante e una delle poche raffigurazioni esistenti al mondo della santa a cui la chiesa è intitolata. Nella navata di destra si trova sepolto frà Andrea Tonda persona retta e umile che a Dio scelse di consacrare la propria vita senza però riuscirci totalmente, scomparendo prematuramente in giovane età senza riuscire mai a prendere i voti da frate tanto desiderati.
- Chiesa della Madonna delle Grazie (comune di Termini Imerese), al cui interno si trova una pala d'altare raffigurante la Madonna delle Grazie con ai lati san Calogero e il beato Agostino Novello, patrono della città di Termini Imerese, opera di Pietro Novelli inoltre un crocifisso ligneo che, secondo la leggenda, sarebbe stato là trovato dopo essere stato spostato nella città Termitana in una notte piovosa e ritrovato nella chiesa con i piedi del Cristo sporchi di fango. La chiesa si trova poco prima di entrare a Trabia (lato Termini Imerese) ed è stata costruita dai Termitani per segnare i confini. Sulla facciata del tempio si notano le insegne e lo stemma della Splendidissima città delle Terme.

Poco lontano da quest'ultima chiesa troviamo l'"Istituto Bova" collegio abitato da suore edificato nei primi del Novecento dal signor Bova per la cura dei bambini.
- Cappella del Calvario, posta in via Calvario, di fronte alla chiesa di Santa Petronilla, in una zona fra le più antiche in paese. Ogni anno, il venerdì santo, i simulacri del Cristo e dell'Addolorata portati, in processione dai fedeli, vengono posti uno di fronte all'altro davanti alla chiesetta dove vengono eseguiti canti legati alla Passione creando un'atmosfera davvero suggestiva.
- Chiesa di San Nicola, è la chiesa della frazione di San Nicola l'Arena dove ogni anno, il 15 agosto in occasione della Madonna Assunta, una tradizionale processione di barche trasporta il simulacro della Madonna per le acque antistanti il borgo stesso.

## Società

### Evoluzione demografica
Abitanti censiti

## Cultura

### Feste e patrono
- Sagra delle Nespole e degli Spaghetti (18 e 19 maggio) con presenza di manifestazioni musicali, culturali e ludiche.
- Festa patronale del Santissimo Crocifisso, con spettacoli artistici, musicali e manifestazioni ludiche, giochi pirotecnici come la tradizionale masculiata. Molto folkloristico è il gesto di un siminzaru (venditore di semi) che usa lanciare dei ceci abbrustoliti sul simulacro del Cristo chiedendo benedizioni a gran voce durante la processione della domenica sera.
- Corteo storico del 2 giugno, in costumi caratteristici accompagnato da sbandieratori e tamburinari lungo il Corso La Masa, che ripercorre la storia di Trabia.

## Economia
L'economia si basa su turismo, pesca e allevamento bovino. I principali prodotti agricoli sono nespole (dal nespolo del Giappone), agrumi, uva da vino, ortaggi e olive.

## Amministrazione
Di seguito è presentata una tabella relativa alle amministrazioni che si sono succedute in questo comune.
| Periodo           | Periodo                | Primo cittadino      | Partito                                                      | Carica              | Note   |
| ----------------- | ---------------------- | -------------------- | ------------------------------------------------------------ | ------------------- | ------ |
| 15 giugno 1988    | 6 giugno 1990          | Salvatore Piazza     | Democrazia Cristiana                                         | Sindaco             | [ 10 ] |
| 16 giugno 1990    | 24 settembre 1991      | Giuseppe Di Vittorio | Democrazia Cristiana                                         | Sindaco             | [ 10 ] |
| 30 settembre 1991 | 7 giugno 1993          | Gaetano Grasso       |                                                              | Comm. straordinario | [ 10 ] |
| 30 settembre 1991 | 7 giugno 1993          | Maurizio Zingale     |                                                              | Comm. straordinario | [ 10 ] |
| 30 settembre 1991 | 12 dicembre 1992       | Cataldo La Placa     |                                                              | Comm. straordinario | [ 10 ] |
| 12 dicembre 1992  | 7 giugno 1993          | Anna Maria Volante   |                                                              | Comm. straordinario | [ 10 ] |
| 7 giugno 1993     | 2 settembre 1994       | Nicolò Lo Bue        | lista civica                                                 | Sindaco             | [ 10 ] |
| 7 dicembre 1994   | 26 febbraio 1996       | Francesco Rizzo      | Patto Segni                                                  | Sindaco             | [ 10 ] |
| 21 marzo 1996     | 16 aprile 1996         | Giuseppe Amato       |                                                              | Comm. straordinario | [ 10 ] |
| 16 aprile 1996    | 1º luglio 1996         | Grazia Bellia        |                                                              | Comm. straordinario | [ 10 ] |
| 4 luglio 1996     | 17 aprile 2000         | Antonino Di Vittorio | L'Ulivo                                                      | Sindaco             | [ 10 ] |
| 17 aprile 2000    | 17 maggio 2005         | Giuseppe Di Vittorio | centro-destra                                                | Sindaco             | [ 10 ] |
| 17 maggio 2005    | 30 maggio 2010         | Salvatore Piazza     | centro-sinistra                                              | Sindaco             | [ 10 ] |
| 17 luglio 2009    | 1º giugno 2010         | Giovanni Riggio      |                                                              | Comm. straordinario | [ 10 ] |
| 1º giugno 2010    | 31 maggio 2015         | Francesco Bondì      | lista civica                                                 | Sindaco             | [ 10 ] |
| 1º giugno 2015    | dimesso 10 Maggio 2022 | Leonardo Ortolano    | Noi per Trabia - Progetto Trabia e San Nicola - Bella Trabia | Sindaco             | [ 10 ] |
| 30 maggio 2023    | in carica              | Francesco Bondì      | Sud chiama Nord                                              | Sindaco             | [ 10 ] |

## Infrastrutture e trasporti
Il Comune è interessato dalle seguenti direttrici stradali:
- Settentrionale Sicula

## Sport

### Calcio
La squadra di calcio è l'A.S.D. Real Trabia che milita nel girone B palermitano di 2ª Categoria.

### Pallavolo
La Polisportiva Raimondo Lanza Trabia milita nel campionato Regionale di serie C femminile, nei campionati giovanili under 14, under 16 e under 18 e nei campionati di serie 1ª Divisione.